# Warenhaus Gebrüder Barasch (Breslau)

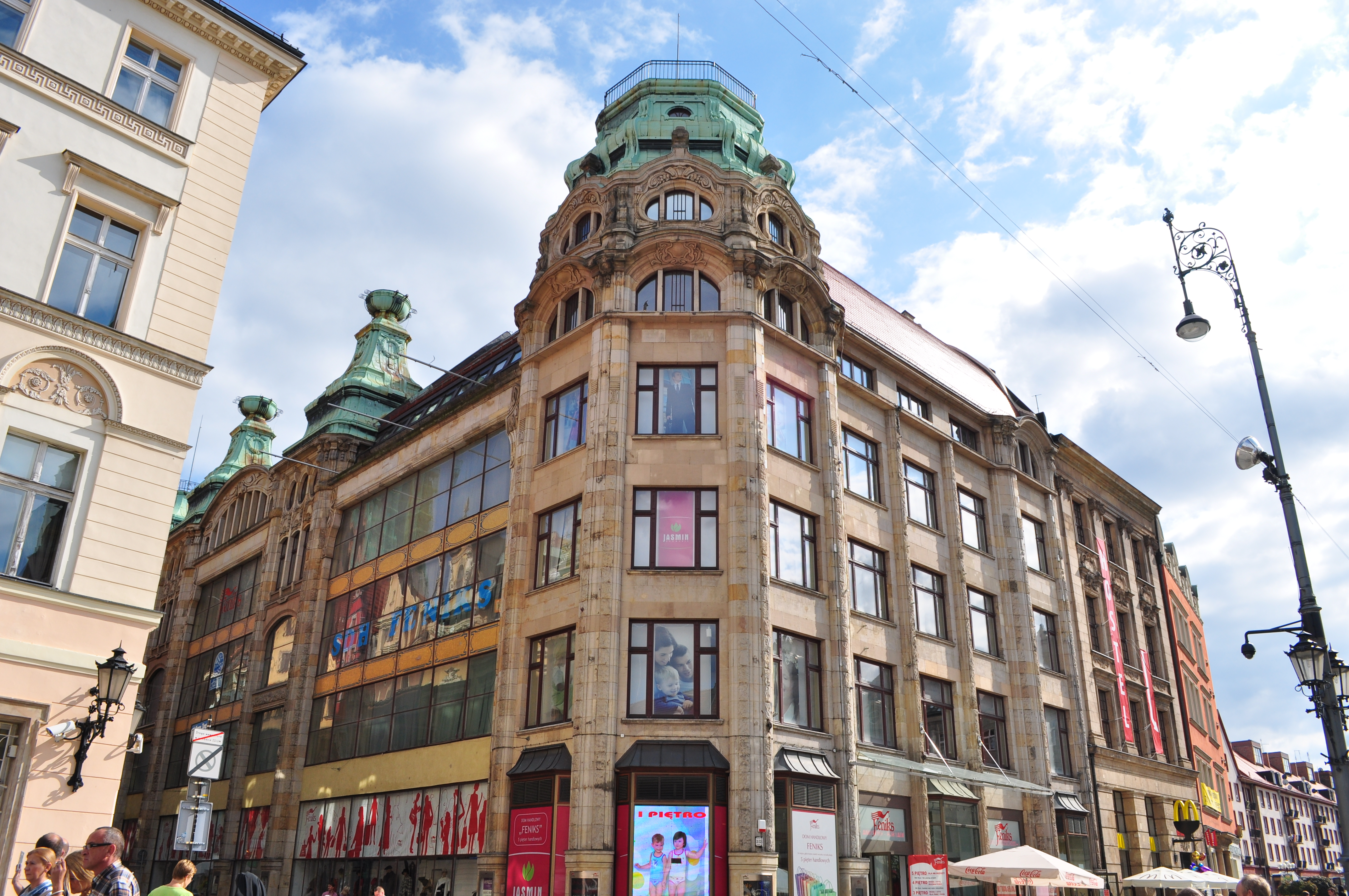
Warenhaus Feniks (2012)

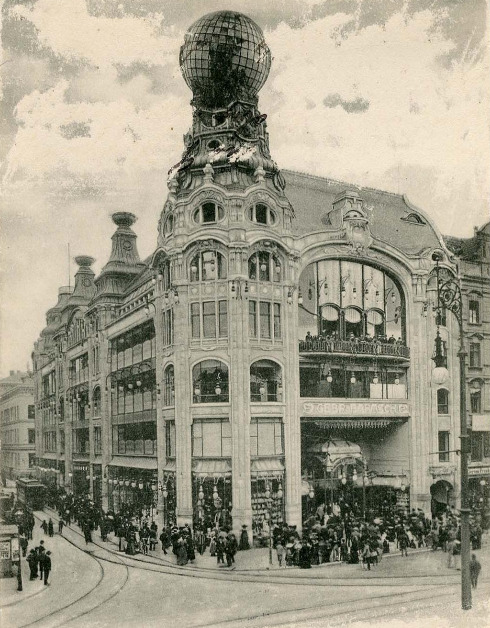
Ursprüngliche Fassadengestaltung (1905)

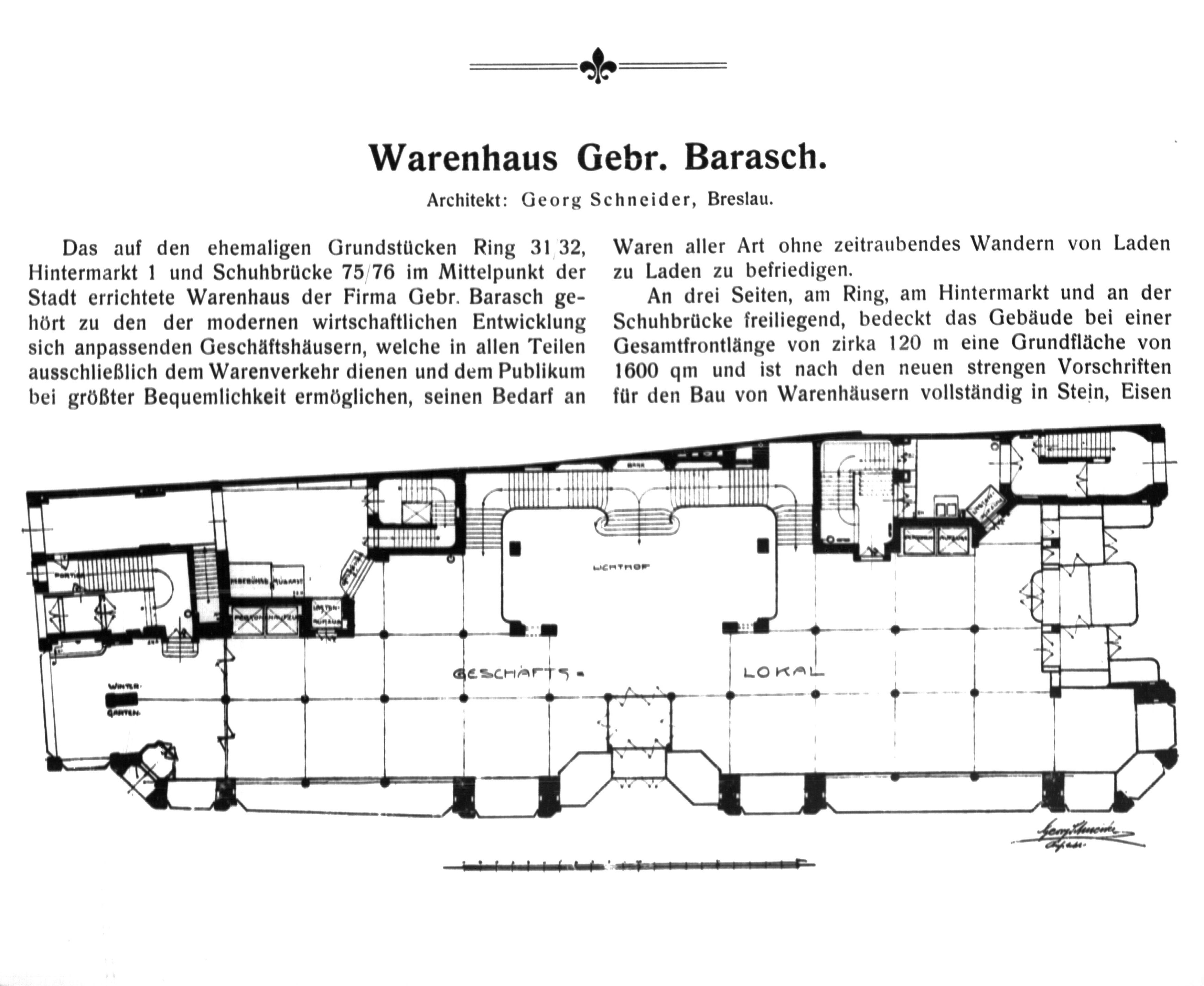
Grundriss (1905)

Das Warenhaus Gebrüder Barasch (heute Feniks) in Breslau, Großer Ring 31–32, wurde von 1902 bis 1904 nach Plänen von Georg Schneider im Auftrag der jüdischen Kaufmannsfamilie Barasch erbaut und am 4. Oktober 1904 eröffnet. Das Gebäude wurde 1965 als „Spółdzielczy Dom Handlowy Feniks“ wiedereröffnet und steht unter Denkmalschutz.

## Beschreibung

### Architektur
Das Warenhaus war „eines der modernsten und größten“ Warenhäuser Breslaus und mit seinem „exponierten“ Standort am Ring und seiner „aufwändigen“ Innenausstattung auch „eine der bekanntesten“ Geschäftshäuser der Innenstadt.
Die Innenarchitektur mit braunen Glas- und Keramikelementen entstand nach Plänen von Julius Koblinsky. Im südlichen Teil des Innern befand sich am Anfang des Baus eine Halle, die von Treppen umgeben war, in der Nähe des Osteingangs des Gebäudes ein Wintergarten.
1929 wurde das viergeschossige etwa 1600 m² umfassende Gebäude mit einer Gesamtfrontlänge von etwa 120 Metern verändert: Die Jugendstilfassade zum Marktplatz hin wurde vereinfacht; insbesondere die Fenster oberhalb des Haupteingangs wurden umgestaltet. Eine große gläserne Weltkugel, die sich auf dem Dach an der Ecke Ulica Szewska / Kurzy Targ befunden hatte und durch einen Blitzeinschlag beschädigt worden war, wurde im Zuge dieser Umgestaltung entfernt.

### Geschichte
Die Brüder Artur und Georg Barasch waren zusammen mit Hermann Broder, Sylfriede Tietz, Gertrud Tietz, Karl Lange und Kurt Steinberg(er) anteilig Eigentümer des Geschäftshauses und des Grundstücks Ring 31/32; Hintermarkt 1; Schuhbrücke 75/76. Alle Eigentümer galten laut dem 1935 erlassenen Reichsbürgergesetz als Juden.
Im Rahmen der Arisierung veräußerten die jüdischen Eigentümer am 19. Oktober 1936 ihre Geschäftsanteile am Warenhaus samt Warenlager für insgesamt 517.028,47 Reichsmark an die Kaufleute und ehemaligen Mitarbeiter des Karstadt-Konzerns Heinrich Münstermann aus Göttingen und Gustav Haedecke aus Stettin. Der Schätzwert betrug laut Bilanz vom 30. Oktober 1936 über 1.200.000 Reichsmark. Münstermann und Haedecke übernahmen jeweils zur Hälfte die Anteile. Das Warenhaus wurde nach der Übereignung am 2. November 1936 „Münstermann & Haedecke, Das Kaufhaus am Ring Breslau G.m.b.H.“ genannt.
Nach und nach erwarben Münstermann und Haedecke auch 90 % des Geschäftsgrundstücks, das mit 1.500.000 Reichsmark bewertet wurde und den jüdischen Besitzern als Anteilsgemeinschaft gehört hatte. Die ehemaligen Eigentümer konnten bis auf Artur Barasch und Kurt Steinberg(er) das Land verlassen. Als die Anteilseigner ausgewandert waren, wurden sie ausgebürgert, wobei ihre Vermögenswerte samt Forderungen an die Käufer dem Reich zufielen. Die Käufer wollten, nachdem die jüdischen Vermögenswerte an das Reich übergegangen waren, die noch zu zahlende Restkaufschuld für das Grundstück mit angeblich zu viel gezahlten Beträgen verrechnen. Diesem Anliegen stimmte das Oberfinanzpräsidium im April 1943 zu, so dass Münstermann und Haedecke nur noch insgesamt 112.547,12 Reichsmark zu zahlen hatten. Münstermann und Haedecke erwarben dadurch 1936 das Warenhaus für weniger als die Hälfte des Schätzwertes.

„Durch den Vermögensübergang an das Reich durch die Auswanderung und Deportation der ehemaligen jüdischen Eigentümer profitierte sowohl das Reich an der noch zu zahlenden Restkaufschuld der Erwerber als auch die Kaufmänner Münstermann und Haedecke, denen ein nochmaliger Preisnachlass gelang.“

In der Endphase des Zweiten Weltkrieges wurde das Warenhaus schwer beschädigt; die Reparaturen begannen bereits 1945 und am 7. August 1946 konnte das Erdgeschoss des Hauses seinem ursprünglichen Zweck wieder zugeführt werden. 1961 wurde das gesamte Gebäude renoviert und modernisiert. 1965 erfolgte die Wiedereröffnung als „Spółdzielczy Dom Handlowy Feniks“; unter diesem Namen wird das Geschäft nach wie vor betrieben. Die Betreiber konnten es 1995 aus öffentlichem Besitz erwerben. Eine weitere Renovierung findet statt.